# ارپسا
ارپسا (به اسپانیایی: Oropesa, Spain) یک شهرستان در اسپانیا است که در تالابرا د لا رینا واقع شده‌است.

## خصوصیات
ارپسا ۳۳۷ کیلومترمربع مساحت و ۲٬۹۴۰ نفر جمعیت دارد و ۴۲۵ متر بالاتر از سطح دریا واقع شده‌است.